# Janez Duhovnik
Janez Duhovnik, slovenski gradbeni inženir, * 1. april 1942, Količevo.

## Življenje in delo
Diplomiral je 1965 na ljubljanski Fakulteti za gradbeništvo in geodezijo in prav tam 1985 tudi doktoriral. Sprva je bil konstruktor pri podjetju Gradis. Leta 1969 se je zaposlil na Fakulteti za gradbeništvo in geodezijo v Ljubljani, od 1991 kot redni profesor. 
Ob upokojitvi 2005 je bil izvoljen za zaslužnega profesorja UL. Napisal je učbenik Statika linijskih konstrukcij I. (COBISS) Leta 2000 je postal urednik Gradbenega vestnika. Je član združenja gradbenih inženirjev in tehnikov Slovenije. V raziskovalnem delu se je posvetil raziskavam podajnosti stropov pri vodoravni obtežbi stavb, metodam računalniškega projektiranja montažnih betonskih konstrukcij in armatur ter njihovo robotizirano sestavljanje. Napisal je več znanstvenih in strokovnih člankov. 